# Werner von der Schulenburg-Hehlen

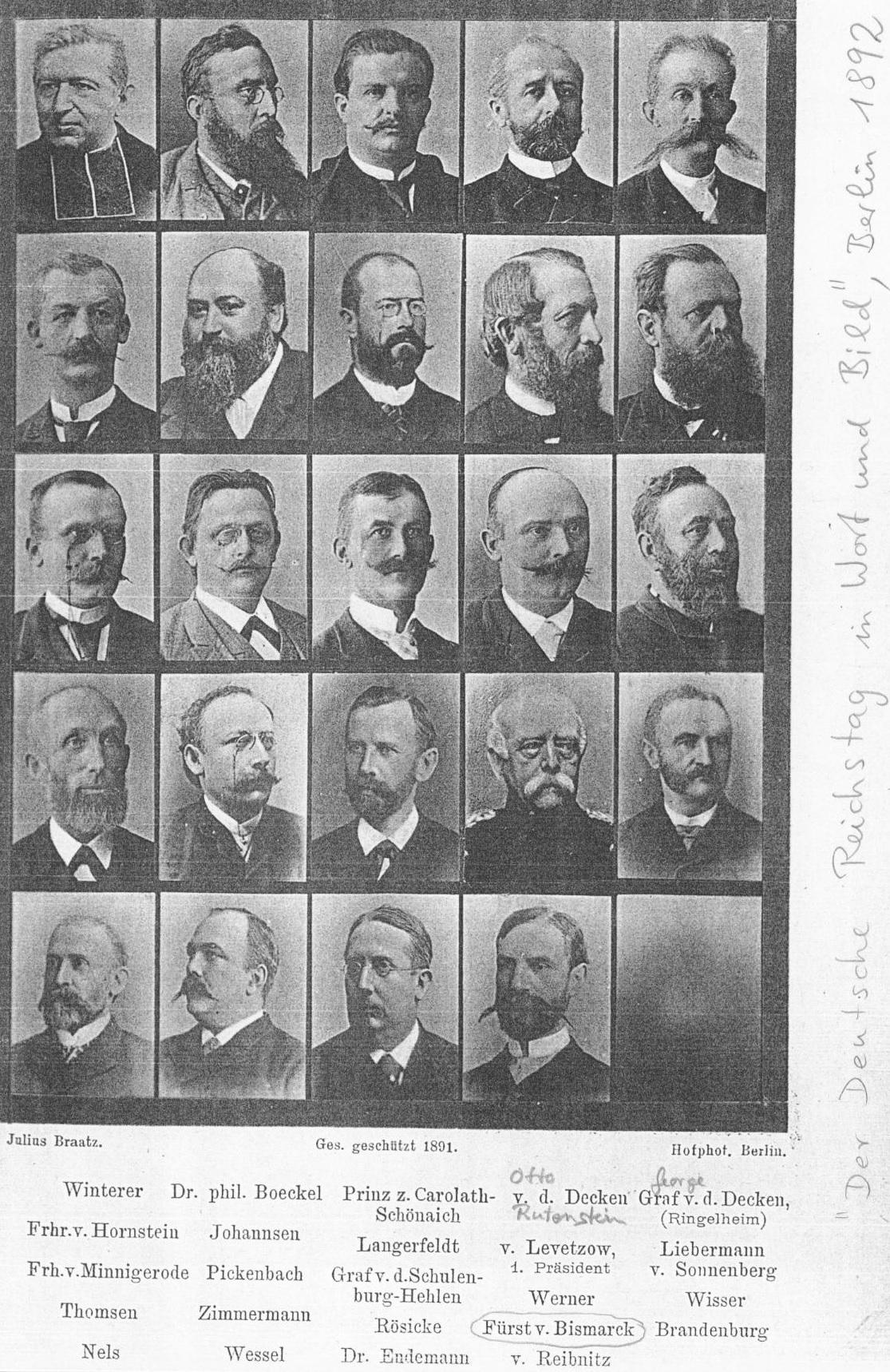
Der deutsche Reichstag in Wort und Bild von Julius Braatz 1892 – In der Mitte Werner von der Schulenburg-Hehlen. Rechts darunter als weiter Reichstagsabgeordneter ist auch Otto von Bismarck

Werner Karl Friedrich Achatz Graf von der Schulenburg-Hehlen (* 1. April 1847 in Lüneburg; † 8. Mai 1931 in Hehlen) war Rittergutsbesitzer und Mitglied des Deutschen Reichstags für die Deutsch-Hannoversche Partei (DHP).

## Leben
Schulenburg besuchte das Pädagogium in Ilfeld von 1861 bis 1864 und trat dann als Kadett beim Königlich Hannoverschen Garde-Kürassier-Regiment ein. 1866 wurde er Offizier beim Hannoverschen Garde du Corps. 1867 trat er als Lieutenant ins Herzoglich Braunschweigische Husaren-Regiment ein, aus er im April 1869 abging. 1870/71 war er als Reserve-Offizier beim Regiment. Ab 1871 studierte er Landwirtschaft für 2 Semester an der Universität Halle. 1874 übernahm die Leitung des Familiengutes Hehlen und 1880 den Besitz.
Von 1890 bis 1893 war er Mitglied des Deutschen Reichstags für den Wahlkreis Provinz Hannover 11 (Einbeck, Northeim, Osterode am Harz, Uslar) und die Deutsch-Hannoversche Partei.